# Jacob Gerritszoon Cuyp

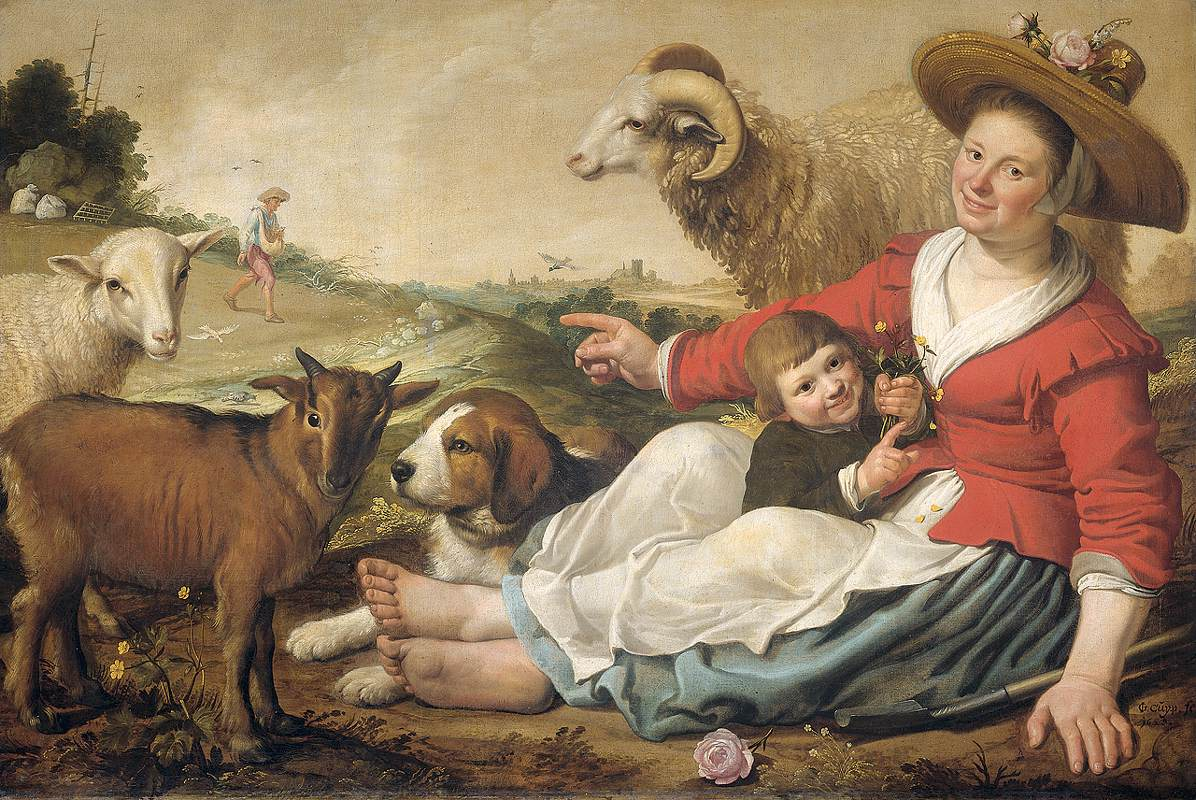
Jacob Gerritszoon Cuyp, "Herdinnan" (1628)

Jacob Gerritszoon Cuyp (andra stavningar Gerritz. och Gerrisz förekommer, med och utan punkt samt med och utan sista ledet Cuyp), född i december 1594 i Dordrecht, Nederländerna, och död där 1652, var målare av främst porträtt, men även stilleben och historiska händelser.
Han var son till glasgravören och målaren Gerrit Gerritszoon Cuyp (cirka 1565‒1644) och Geerten Matthijsdr och halvbror till Benjamin Gerritszoon Cuyp.
Jacob Cuyp blev medlem i skrået Sankt Lukas 1617 och valdes till dess kassör 1629, 1633, 1637 och 1641. Han ledde därefter målarnas frigörelse från skrået.
1618 gifte han sig med Aetken van Cooten. Deras enda barn, Aelbert Cuyp, gick i faderns fotspår och blev även han en ansedd målare.
Fadern och sonen samarbetade ibland i målandet, så att fadern svarade för porträtten och sonen för interiörerna däromkring. En målning som Jacob inte hann avsluta innan han dog, anses ha fullbordats av sonen.
På Nationalmuseum i Stockholm finns hans tavla, Gubbe med ett krus.